# Taylor Townsend
Taylor Townsend (Chicago, 16 de abril de 1996) es una tenista profesional estadounidense.  
A principios de 2020, logró sumar su primer título de dobles a nivel WTA con su compatriota Asia Muhammad.
En el 2012 fue campeona del Abierto de Australia en singles junior. Fue la primera estadounidense en mantener el  N º 1 del mundo a fin de año en el ranking Junior desde Gretchen Rush en 1982.

## Torneos de Grand Slam

### Dobles

#### Títulos (2)
| Año  | Torneo               | Pareja             | Oponentes en la final             | Resultado        |
| 2024 | Wimbledon            | Kateřina Siniaková | Gabriela Dabrowski Erin Routliffe | 7-6(5), 7-6(1)   |
| 2025 | Abierto de Australia | Kateřina Siniaková | Su-wei Hsieh Jeļena Ostapenko     | 6-2, 6-7(4), 6-3 |

#### Finalista (1)
| Año  | Campeonato        | Pareja           | Oponentes en la final                 | Resultado        |
| 2022 | Abierto de EE.UU. | Caty McNally     | Barbora Krejčíková Kateřina Siniaková | 6-3, 5-7, 1-6    |
| 2023 | Roland Garros     | Leylah Fernandez | Su-Wei Hsieh Wang Xinyu               | 6-1, 6-7(5), 1-6 |

### Dobles mixto

#### Finalista (2)
| Año  | Campeonato        | Pareja       | Oponentes en la final        | Resultado   |
| 2024 | Abierto de EE.UU. | Donald Young | Sara Errani Andrea Vavassori | 6-7(0), 5-7 |
| 2025 | Roland Garros     | Evan King    | Sara Errani Andrea Vavassori | 4-6, 2-6    |

## Títulos WTA (10; 0+10)

### Dobles (10)
| Leyenda                                |
| Grand Slam (2)                         |
| WTA Finals (0)                         |
| P. Mandatory & Premier 5, WTA 1000 (2) |
| Premier, WTA 500 (5)                   |
| International, WTA 250 (1)             |

| N.º | Fecha                 | Torneos              | Superficie | Pareja              | Oponentes en la final                  | Resultado           |
| --- | --------------------- | -------------------- | ---------- | ------------------- | -------------------------------------- | ------------------- |
| 1.  | 12 de enero de 2020   | Auckland             | Dura       | Asia Muhammad       | Serena Williams Caroline Wozniacki     | 6-4, 6-4            |
| 2.  | 7 de enero de 2023    | Adelaida I           | Dura       | Asia Muhammad       | Storm Sanders Kateřina Siniaková       | 6-2, 7-6(2)         |
| 3.  | 13 de enero de 2023   | Adelaida II          | Dura       | Luisa Stefani       | Anastasia Pavluchenkova Elena Rybakina | 7-5, 7-6(3)         |
| 4.  | 19 de agosto de 2023  | Cincinnati           | Dura       | Alycia Parks        | Nicole Melichar Ellen Perez            | 6-7(1), 6-4, [10-6] |
| 5.  | 12 de enero de 2024   | Adelaida             | Dura       | Beatriz Haddad Maia | Caroline Garcia Kristina Mladenovic    | 7-5, 6-3            |
| 6.  | 13 de julio de 2024   | Wimbledon            | Hierba     | Kateřina Siniaková  | Gabriela Dabrowski Erin Routliffe      | 7-6(5), 7-6(1)      |
| 7.  | 3 de agosto de 2024   | Washington           | Dura       | Asia Muhammad       | Jiang Xinyu Wu Fang-hsien              | 7-6(0), 6-3         |
| 8.  | 26 de enero de 2025   | Abierto de Australia | Dura       | Kateřina Siniaková  | Su-wei Hsieh Jeļena Ostapenko          | 6-2, 6-7(4), 6-3    |
| 9.  | 22 de febrero de 2025 | Dubái                | Dura       | Kateřina Siniaková  | Su-Wei Hsieh Jelena Ostapenko          | 7-6(5), 6-4         |
| 10. | 26 de julio de 2025   | Washington           | Dura       | Shuai Zhang         | Caroline Dolehide Sofia Kenin          | 6-1, 6-1            |

#### Finalista (7)
| N.º | Fecha                    | Torneos           | Superficie    | Pareja              | Oponentes en la final                 | Resultado         |
| --- | ------------------------ | ----------------- | ------------- | ------------------- | ------------------------------------- | ----------------- |
| 1.  | 4 de agosto de 2013      | Washington        | Dura          | Eugénie Bouchard    | Shuko Aoyama Vera Dushevina           | 3-6, 3-6          |
| 2.  | 6 de enero de 2019       | Auckland          | Dura          | Paige Mary Hourigan | Eugénie Bouchard Sofia Kenin          | 6-1, 1-6, [7-10]  |
| 3.  | 11 de septiembre de 2022 | Abierto de EE.UU. | Dura          | Caty McNally        | Barbora Krejčíková Kateřina Siniaková | 6-3, 5-7, 1-6     |
| 4.  | 2 de abril de 2023       | Miami             | Dura          | Leylah Fernandez    | Cori Gauff Jessica Pegula             | 6-7(6), 2-6       |
| 5.  | 11 de junio de 2023      | Roland Garros     | Tierra batida | Leylah Fernandez    | Su-Wei Hsieh Wang Xinyu               | 6-1, 6-7(5), 1-6  |
| 6.  | 9 de noviembre de 2024   | Riad              | Dura (i)      | Kateřina Siniaková  | Gabriela Dabrowski Erin Routliffe     | 5-7, 3-6          |
| 7.  | 6 de agosto de 2025      | Montreal          | Dura          | Shuai Zhang         | Coco Gauff McCartney Kessler          | 4-6, 6-1, [11-13] |

## Títulos WTA 125s

### Individuales (0–1)
| Resultado | Fecha              | Torneo    | Superficie    | Oponente        | Puntaje  |
| --------- | ------------------ | --------- | ------------- | --------------- | -------- |
| Finalista | 21 de mayo de 2023 | Florencia | Tierra batida | Jasmine Paolini | 3-6, 5-7 |

### Dobles (2–2)
| Resultado | Fecha                | Torneos       | Superficie | Pareja           | Oponentes                         | Resultado   |
| --------- | -------------------- | ------------- | ---------- | ---------------- | --------------------------------- | ----------- |
| Campeona  | 4 de marzo de 2018   | Indian Wells  | Dura       | Yanina Wickmayer | Jennifer Brady Vania King         | 6–4, 6–4    |
| Finalista | 27 de enero de 2019  | Newport Beach | Dura       | Yanina Wickmayer | Hayley Carter Ena Shibahara       | 3–6, 6–7(1) |
| Finalista | 3 de marzo de 2019   | Indian Wells  | Dura       | Yanina Wickmayer | Kristýna Plíšková Evgeniya Rodina | 6–7(7), 4–6 |
| Campeona  | 2 de febrero de 2020 | Indian Wells  | Dura       | Asia Muhammad    | Caty McNally Jessica Pegula       | 6–4, 6–4    |

## Títulos ITF

### Individual (6)
| Torneos de $100,000 |
| Torneos de $75,000  |
| Torneos de $50,000  |
| Torneos de $25,000  |
| Torneos de $15,000  |
| Torneos de $10,000  |

| N.º | Fecha                   | Torneo                               | Superficie    | Oponentes           | Resultado     |
| --- | ----------------------- | ------------------------------------ | ------------- | ------------------- | ------------- |
| 1.  | 27 de abril de 2014     | Charlottesville, Estados Unidos      | Tierra batida | Montserrat González | 6-2, 6-3      |
| 2.  | 4 de mayo de 2014       | Indian Harbour Beach, Estados Unidos | Tierra batida | Yulia Putintseva    | 6-1, 6-1      |
| 3.  | 1 de mayo de 2016       | Charlottesville, Estados Unidos      | Tierra batida | Grace Min           | 7-5, 6-1      |
| 4.  | 15 de octubre de 2016   | Sumter, Estados Unidos               | Dura          | Ulrikke Eikeri      | 6-2, 6-1      |
| 5.  | 22 de octubre de 2017   | Florence, Estados Unidos             | Dura          | Ysaline Bonaventure | 6-1, 7-5      |
| 6.  | 12 de noviembre de 2017 | Waco, Estados Unidos                 | Dura          | Ajla Tomljanovic    | 6-3, 2-6, 6-2 |

### Dobles (18)
| Torneos de $100,000 |
| Torneos de $80,000  |
| Torneos de $50,000  |
| Torneos de $25,000  |
| Torneos de $15,000  |
| Torneos de $10,000  |

| N.º | Fecha                   | Torneos              | Superficie    | Compañer           | Oponentes                            | Resultado           |
| --- | ----------------------- | -------------------- | ------------- | ------------------ | ------------------------------------ | ------------------- |
| 1.  | 27 de abril de 2014     | Charlottesville      | Tierra batida | Asia Muhammad      | Irina Falconi María Sánchez          | 6-3, 6-1            |
| 2.  | 4 de mayo de 2014       | Indian Harbour Beach | Tierra batida | Asia Muhammad      | Jan Abaza Sanaz Marand               | 6-2, 6-1            |
| 3.  | 31 de octubre de 2014   | Toronto              | Dura (i)      | María Sánchez      | Gabriela Dabrowski Tatjana Maria     | 7-5, 4-6, [15-13]   |
| 4.  | 10 de mayo de 2015      | Indian Harbour Beach | Tierra batida | María Sánchez      | Alexandra Stevenson Angelina Gabueva | 6-0, 6-1            |
| 5.  | 28 de febrero de 2016   | Rancho Santa Fe      | Dura          | Asia Muhammad      | Jessica Pegula Carol Zhao            | 6-3, 6-4            |
| 6.  | 3 de abril de 2016      | Osprey               | Dura          | Asia Muhammad      | Louisa Chirico Katerina Stewart      | 6-1, 6-7(5), [10-4] |
| 7.  | 16 de abril de 2016     | Pelham               | Tierra batida | Asia Muhammad      | Sophie Chang Caitlin Whoriskey       | 6-2, 6-3            |
| 8.  | 24 de abril de 2016     | Dothan               | Tierra batida | Asia Muhammad      | Caitlin Whoriskey Keri Wong          | 6-0, 6-1            |
| 9.  | 1 de mayo de 2016       | Charlottesville      | Tierra batida | Asia Muhammad      | Alexandra Panova Shelby Rogers       | 7-6(4), 6-0         |
| 10. | 30 de octubre de 2016   | Macon                | Dura          | Michaella Krajicek | Sabrina Santamaria Keri Wong         | 3-6, 6-2, [10-6]    |
| 11. | 6 de noviembre de 2016  | Scottsdale           | Dura          | Ingrid Neel        | Samantha Crawford Melanie Oudin      | 6-4, 6-3            |
| 12. | 11 de noviembre de 2016 | Waco                 | Dura          | Michaëlla Krajicek | Mihaela Buzărnescu Renata Zarazúa    | w/o                 |
| 13. | 15 de octubre de 2017   | Sumter               | Dura          | Jessica Pegula     | Alexandra Mueller Caitlin Whoriskey  | 4-6, 7-5, [10-5]    |
| 14. | 21 de octubre de 2017   | Florence             | Dura          | Maria Sanchez      | Tara Moore Amra Sadikovic            | 6-1, 6-2            |
| 15. | 4 de noviembre de 2017  | Tyler                | Dura          | Jessica Pegula     | Jamie Loeb Rebecca Peterson          | 6-4, 6-1            |